# Полтавський державний медичний університет
Полтавський державний медичний університет — один із найдавніших провідних закладів вищої освіти України, провідний державний ВНЗ із підготовки лікарів, зокрема лікарів-стоматологів. Розташований заклад у м. Полтава.
історія якого розпочинається з одонтологічного факультету, створеного при Харківській медичній академії в 1921 р. У 1931 р. факультет було реорганізовано в Харківський стоматологічний інститут, який у 1967 р. переведено до м. Полтави.

## Загальна інформація
У своєму становленні й розвитку Полтавський державний медичний університет має сім періодів:
1. організація одонтологічного факультету при Харківській медичній академії (1921—1931);
2. перетворення факультету в самостійний Харківський стоматологічний інститут (1931—1941);
3. період евакуації до м. Фрунзе (Киргизька РСР) і його функціонування як факультету Киргизького медінституту (1941—1944);
4. реевакуація до м. Харкова після його звільнення від фашистських загарбників, відновлення баз підготовки кадрів і подальший розвиток наукових досліджень (1944—1967);
5. переведення до Полтави й перетворення в Полтавський медичний стоматологічний інститут (1968—1993);
6. перетворення інституту в Українську медичну стоматологічну академію (1994—2020);
7. із 2021 р. реорганізація УМСА в Полтавський державний медичний університет.

У 1994 році Полтавський медичний стоматологічний інститут отримав найвищий IV рівень акредитації та статус Української медичної стоматологічної академії. У 2004 році IV акредитаційний рівень було підтверджено.
Із 2003 року виш очолює заслужений лікар України, професор Ждан Вячеслав Миколайович. Період ректорства професора Вячеслава Ждана позначений: оновленням і зміцненням матеріально-технічної бази, відкриттям нових напрямів підготовки, розширенням міжнародного співробітництва, реалізацією важливих проєктів і програм. Укладаються угоди з іноземними медичними університетами задля обміну здобувачами освіти й науково-педагогічними працівниками.
Нині ПДМУ проводить
- додипломну підготовку спеціалістів на 4 факультетах:
  - стоматологічний[3]
  - медичний № 1[4]
  - медичний № 2[5]
  - міжнародний[6]
- післядипломну — на базі Навчально-наукового інституту післядипломної освіти;
- до вступу в ЗВО — у відділенні для підготовки громадян України, на базі Навчально-наукового центру з підготовки іноземних громадян.

Задля забезпечення якісної підготовки фахівців у Університеті створено Навчально-науковий медичний інститут, у складі якого функціонує фаховий медико-фармацевтичний коледж.
В Університеті організовано Навчально-науково-лікувальний «Стоматологічний центр», де провідні фахівці вишу надають багатопрофільну консультативну й лікувальну стоматологічну допомогу населенню міста та області.

## Структура
У ПДМУ функціонують 53 кафедри; 11 кафедрам Університету надано статус опорних. Клінічна підготовка здобувачів вищої освіти, інтернів і слухачів Навчально-наукового інституту післядипломної освіти ведеться на 42 клінічних кафедрах, розміщених на лікувальних базах Полтавської області, між якими укладено угоди про спільну діяльність.

## Науковий потенціал
Науковий потенціал вишу — 637 науково-педагогічні працівники: докторів наук — 90, кандидатів наук — 409; осіб, які мають учене звання професора закладу вищої освіти — 79, учене звання доцента закладу вищої освіти — 272. З-поміж науково-педагогічних працівників — 8 лавреатів Державної премії України, 12 заслужених лікарів України, 8 заслужених діячів науки і техніки України, 1 заслужений працівник охорони здоров'я України, 1 заслужений раціоналізатор України, 2 заслужені працівники освіти України.
Із 1999 по 2010 роки в академії видано понад 700 навчально-методичних посібників різної наукової тематики. Тільки за останній рік отримано 106 патентів України та Росії. Сформувалися і діють сім наукових шкіл: оперативної хірургії та топографічної анатомії; нормальної фізіології; хірургічної стоматології; біологічної хімії; патологічної анатомії; терапевтичної стоматології; клінічної та експериментальної фармакології.

## Навчання здобувачів освіти
Натепер у ПДМУ навчаються 4948 здобувачів освіти, у тому числі 1352 — іноземних громадян із багатьох країн світу. Для англомовних здобувачів освіти навчальний процес проводиться англійською мовою.
Іноземні громадяни навчаються згідно з навчальними планами й програмами МОН і МОЗ України, на рівних правах із вітчизняними здобувачами освіти користуються навчальними аудиторіями, читальними залами й бібліотекою; їм виділені приміщення для проведення культурних, релігійних заходів і зборів земляцтв. Навчальний процес забезпечують викладачі, які мають спеціальну підготовку й багатий досвід роботи з іноземними громадянами на початкових етапах їх навчання. Після закінчення Університету іноземні громадяни отримують дипломи міжнародного зразка.
Задля реалізації державної політики в галузі вищої освіти в ПДМУ функціонує Науково-методична лабораторія МОЗ України з питань підготовки стоматологів. Створений Центр практичної підготовки, до складу якого входять навчально-практичні тренінгові центри, де здобувачі вищої освіти всіх факультетів та інтерни мають можливість підготуватися до державної атестації.
Полтавський державний медичний університет проводить підготовку фахівців відповідно до Відомостей щодо здійснення освітньої діяльності у сфері вищої освіти за спеціальностями на рівні:
магістрів
- Стоматологія (221);
- Медицина (222);
- Педіатрія (228);
- Громадське здоров'я (229);

бакалаврів (на основі диплома молодшого спеціаліста)
- Медсестринство (223, освітня програма «Сестринська справа») (на основі диплома молодшого спеціаліста, молодшого бакалавра);

бакалаврів (на базі 11 класів)
- Медсестринство (223, освітні програми «Парамедик», «Сестринська справа») (на базі повної загальної середньої освіти);

фахових молодших бакалаврів (на базі загальної середньої освіти (9 класів)
- Медсестринство (223, освітня програма «Сестринська справа»);
- Стоматологія (221, освітня програма «Стоматологія ортопедична»);
- Фармація, промислова фармація (226, освітня програма «Фармація»);

фахових молодших бакалаврів (на базі повної загальної середньої освіти (11 класів)
- Медсестринство (223, освітня програма «Сестринська справа»);
- Стоматологія (221, освітня програма «Стоматологія ортопедична»);
- Фармація, промислова фармація, денна форма навчання (226, освітня програма «Фармація»);
- Фармація, промислова фармація, заочна форма навчання (226, освітня програма «Фармація»).

Університет проводить:
- підготовку громадян України для вступу до закладів вищої освіти;
- підготовку іноземних громадян для вступу до закладів вищої освіти;
- підвищення кваліфікації (спеціалізація) за базовими напрямами (спеціальностями);
- підготовку іноземців і осіб без громадянства за акредитованими напрямами (спеціальностями);
- підготовку фахівців у інтернатурі (первинна післядипломна спеціалізація);
- підготовку іноземних громадян у клінічній ординатурі.

У ПДМУ впроваджена інформаційна система обліку й моніторингу відвідування занять і успішності здобувачів освіти — «Електронний журнал успішності», через який забезпечується відкритий доступ до поточних і підсумкових навчальних результатів, відбувається відпрацювання пропущених занять і незадовільних оцінок. Для ліквідації академічної заборгованості в Університеті функціонують три електронні центри і створено потужну тестову базу.

### Навчання іноземців
З метою підвищення якості підготовки іноземних громадян у 1992 р. в академії було створено факультет по роботі з іноземними студентами. Нині в академії навчаються 874 іноземці із 42 країн світу (Алжиру, Іраку, Ірану, Йорданії, Лівії, Марокко, Пакистану, Палестини, Росії, Сирії, Туркменістану та ін.). Навчання іноземних громадян проводиться згідно з навчальними планами та програмами Міністерства освіти і науки України та МОЗ України. Іноземні студенти на рівних правах зі студентами — громадянами України користуються навчальними аудиторіями, читальними залами та бібліотекою, спортивними спорудами, їм також виділені приміщення для проведення культурних, релігійних заходів та зборів земляцтв. Навчальний процес забезпечують викладачі, які мають спеціальну підготовку і великий досвід роботи з іноземними громадянами на початкових етапах їх навчання. Після закінчення академії іноземні студенти отримують дипломи міжнародного зразка.
У 1997 р. у складі деканату було створене підготовче відділення для іноземних громадян. Слухачі підготовчого відділення вивчають російську мову, науковий стиль мовлення, математику, фізику, хімію, біологію, інформатику, країнознавство. В цілому робота підготовчого відділення спрямована на адаптацію іноземних громадян до життя і навчання в Україні та знайомство з культурою і традиціями українського народу. Зростаючої тенденції набуває подальше післядипломне навчання випускників академії у клінічній ординатурі й аспірантурі.

## Наукова робота
У структурі Університету функціонує Науково-дослідний інститут генетичних та імунологічних основ розвитку патології та фармакогенетики, що має розвинену методичну базу з молекулярної біології та генетики, імуногістології, гістології, біохімії та Навчально-лабораторний центр. Задля ефективного проведення наукової діяльності у ПДМУ організовано експериментально-біологічну клініку (віварій).
За результатами виконання бюджетної тематики щороку публікуються статті в незалежних міжнародних експертних виданнях, видаються інформаційні листи, патенти, нововведення. Сформувалися й плідно розвиваються наукові школи; створено Школу молодого науковця, де здобувачі освіти опановують складні методи лабораторних досліджень, беруть участь у експериментальній і клінічній роботі. Полтавський державний медичний університет внесений до Державного реєстру наукових установ, яким надається підтримка держави. Невпинно зростають рейтингові показники в базах Scopus і Web of Science.

## Міжнародна діяльність
Міжнародне співробітництво — один із провідних напрямів діяльності Університету, спрямований на інтеграцію у світовий освітній простір. ПДМУ став підписантом Великої Хартії Університетів (Magna Charta Universitatum), засвідчуючи вірність основним принципам, які декларує цей документ. Підписано угоди про співробітництво з освітніми установами Австрії, Білорусії, Вірменії, Великої Британії, Греції, Грузії, Ізраїлю, Казахстану, Молдови, Польщі, Таджикистану, Бразилії, Іспанії, Вірменії. ПДМУ — учасник Консорціуму вищих медичних навчальних закладів у межах програми «Erasmus+», французько-української програми «ASFUDS» для фахівців у сфері охорони здоров'я й фармації (Франція), Міжнародної програми стажування й розвитку медичних працівників України «Польський Еразмус+». Важливим визнанням у міжнародному співробітництві Полтавського державного медичного університету стало членство в освітніх і професійних європейських та світових організаціях. Університет — повноправний член Міжнародної асоціації університетів (IAU); Міжнародної федерації асоціацій студентів-медиків (Данія). Університет — активний учасник міжнародної програми Зальцбурзьких медичних семінарів, яку проводить Відкритий медичний університет у межах програми Американсько-Австрійського фонду. ПДМУ зареєстровано в Науково-дослідному співтоваристві CORDIS, провідними напрямами якого є організація рамкових програм із наукових досліджень і технологічного розвитку.

## Матеріально-технічна база
Полтавський державний медичний університет має на балансі 5 навчальних корпусів, де розміщені кафедри, лекційні й лабораторні авдиторії, комп'ютерні класи, адміністративні приміщення; спортивно-оздоровчий комплекс, їдальню, бібліотеку, господарчий корпус, віварій, ангари. Організовано роботу медичного пункту, працівники якого надають невідкладну медичну допомогу, проводять профілактичні огляди тощо. Здобувачі освіти Університету проживають у чотирьох гуртожитках, які утворюють житлово-побутовий комплекс. Забезпеченість житлом складає 100 % кількості іногородніх здобувачів освіти. У літній період у ПДМУ працює спортивно-оздоровчий табір для здобувачів вищої освіти, співробітників і викладачів.

## Виховна робота
Розкрити творчий потенціал здобувачів вищої освіти допомагає відділ управління освітньо-виховною й гуманітарною роботою з молоддю, який сприяє реалізації державної політики в галузі освіти й культури, дотримуючись принципів гуманізму й демократизму. У підпорядкуванні відділу діють координаційно-методичні сектори: соціально-психологічної служби, культурно-мистецький (проводить різні заходи), спортивно-масової роботи, зв'язків із громадськістю й засобами масової інформації (студентське видання — журнал «In Vivo», уміння роботи з відеотехнікою), бібліотека, народний музей історії Університету, рада ветеранів, органи студентського самоврядування, студентські ради гуртожитків.
Студентська молодь ПДМУ бере активну участь у різноманітних проєктах, форумах, фестивалях, заходах міста та області: «Заграва», «Жіночий батальйон», «Студентська весна», "Студентський бал «Допомогти так легко», «Битва факультетів», «Студентська республіка». Виховна робота у ПДМУ формується на принципах тісної співпраці студентського самоврядування й співробітників Університету, креативності, толерантності, академічної доброчесності.

## Директори, ректори
- проф. Гофунг Ю. М. (1921—1930);
- проф. Нежданов М. В. (1931—1933);
- доц. Ткаченко С. З. (1933—1936);
- проф. Лічман Г. А. (1936—1942);
- проф. Власенко П. В. (1944—1953);
- доц. Воронянський П. С. (1953—1964);
- проф. Лісова Ніна Денисівна (1964—1974);
- проф. Дельва Віктор Олександрович (1974—1987);
- проф. Скрипніков М. С. (1987—2003);
- проф. Ждан В. М. (з 2003 р.)

## Почесні випускники і доктори
- Аветіков Д. С. — академік Української академії наук, доктор медичних наук, професор закладу вищої освіти. Напрями наукових зацікавлень: клініко-морфологічне обґрунтування пластики шкірно-жировими клаптями у різних топографоанатомічних ділянках голови, розробка сучасних методик лікування та профілактики утворення патологічних рубців на голові та шиї, сучасні методики підйому та мобілізації ангіосомних аутотрансплантатів та клаптів при виконання пластичних естетичних операції на голові та шиї, нові методики комплексного лікування одонтогенних флегмон щелепно-лицевої ділянки із застосуванням сучасних нанотехнологій.
- Баштан В. П. — заслужений лікар України, доктор медичних наук, професор закладу вищої освіти. Напрями наукових зацікавлень: онкологія грудної та черевної порожнин, гнійна хірургічна інфекція, організація онкологічної допомоги.
- Безшапочний С. Б. — заслужений діяч науки і техніки України, доктор медичних наук, професор закладу вищої освіти. Напрями наукових зацікавлень: пластична хірургія обличчя, мікози при ЛОР-патологіях.
- Бобирьов В. М. — заслужений діяч науки і техніки України, доктор медичних наук, професор. Напрями наукових зацікавлень: вивчення молекулярних механізмів дії біологічно активних речовин рослинного походження, що розробляються як радіопротекторні засоби для лікування і профілактики наслідків Чорнобильської катастрофи.
- Грицай Н. М. — заслужений діяч науки і техніки України, доктор медичних наук, професор. Напрями наукових зацікавлень: проведення доклінічних випробувань та вивчення основних механізмів дії нових лікарських засобів, видобутих з тваринної сировини для лікування аутоімунних, травматичних та онкологічних захворювань; вивчення механізмів судинної патології головного мозку у ліквідаторів аварії на ЧАЕС.
- Дворник В. М. — заслужений діяч науки і техніки України, доктор медичних наук, професор закладу вищої освіти. Напрями наукових зацікавлень: дентальна імплантологія, щелепно-лицева ортопедія.
- Дудченко М. О. — доктор медичних наук, професор закладу вищої освіти. Напрями наукових зацікавлень: ендовідеохірургія, малаінвазивна хірургія. Розробив і ввів у практику використання лапароліфту — запатентованого ним приладу для використання ендоскопічних операцій у людей з метаболічним синдромом і супутнім ожирінням.
- Ждан В. М. — ректор закладу вищої освіти, заслужений лікар України, доктор медичних наук, професор. Напрями наукових зацікавлень: медична допомога хворим із ішемічною хворобою серця з усіма її ускладненнями; вплив іонізуючого випромінювання на розвиток і перебіг хвороб серця та кістково-м'язової системи. Під керівництвом професора Ждана В. М. була виконана низка наукових досліджень із вивчення питань гемореологічних показників у хворих із хронічною серцевою недостатністю на фоні застосування інгібіторів ангіотензинперетворюючого ферменту у хворих із атеросклерозом змішаного ґенезу; вплив хондропротекторної терапії на клініко-фізіологічні показники у хворих на остеоартроз та ревматоїдний артрит.
- Кайдашев І. П. — заслужений діяч науки і техніки України, доктор медичних наук, професор закладу вищої освіти. Напрями наукових зацікавлень: проблема апоптозу, генетичні аспекти артеріальної гіпертонії та обґрунтування патогенетичного диференційного лікування АГ; проблеми алергології та імунології.
- Коваленко О. М. — лавреат Державної премії України в галузі науки і техніки, заслужений лікар України, доктор медичних наук, професор. Напрями наукових зацікавлень: опікова хірургія, реконструктивно-відновна хірургія післяопікових рубців і деформацій.
- Ковальов Є. В. — заслужений діяч науки і техніки України, доктор медичних наук, професор закладу вищої освіти. Внаслідок проведених ним досліджень отримано оригінальні дані з морфології та електронної мікроскопії пульпи зубів людини в нормі та при пародонтиті. Розроблено нову методику всебічного вивчення структури тканин пародонту та вперше отримано дані щодо структурної перебудови судин мікроструктурного русла пародонту в нормі в віковому аспекті та при хронічному генералізованому пародонтиті.
- Міщенко В. П. — заслужений діяч науки і техніки України, доктор медичних наук, професор. Напрями наукових зацікавлень: створення нових методів діагностики порушень згортання крові та фібринолізу, вивчення нових принципів регуляції захисних систем крові — згортальної, фібринолітичної, антиоксидантної та імунологічної; розробка методів патогенетичної терапії порушень згуртування крові, антиоксидантного та імунного статусу організму; вивчення екологічно несприятливих чинників навколишнього середовища та проблем здорового способу життя.
- Похилько Валерій Іванович  — заслужений лікар України, доктор медичних наук, професор закладу вищої освіти. Напрями наукових зацікавлень: сучасні методи лікування і профілактики соматичних та хірургічних захворювань у новонароджених дітей.
- Скрипник І. М. — заслужений діяч науки і техніки України, доктор медичних наук, професор закладу вищої освіти. Напрями наукових зацікавлень: розробка методів профілактики та лікування медикаментозно-індукованих уражень внутрішніх органів. Ним запропоновані оригінальні методи лікування неалкогольного стеатогепатиту у поєднанні з цукровим діабетом, алкогольної хвороби печінки з урахуванням стану мікробіоценозу кишки.
- Скрипнікова Т. П. — заслужений лікар України, кандидат медичних наук, професор закладу вищої освіти. Напрями наукових зацікавлень: терапевтична стоматологія.
- Скрипніков М. С. — заслужений діяч науки і техніки України, доктор медичних наук, професор, ректор (1987—2003), видатний вчений-морфолог. Під його керівництвом була створена наукова морфологічна школа, пріоритетами якої є: хірургічна анатомія та морфофункціональна характеристика судинної системи й іннерваційного апарату деяких органів людини та тварин у нормі, патології та експериментів; пластична та реконструктивна хірургія. Нагороджений іменним дипломом та срібною медаллю «За досягнення XX століття в галузі медицини».
- Смаглюк Л. В. — заслужений лікар України, доктор медичних наук, професор закладу вищої освіти. Напрями наукових зацікавлень: ортодонтія, профілактика зубощелепних аномалій.
- Шепітько В. І. — лавреат Державної премії України в галузі науки і техніки, доктор медичних наук, професор закладу вищої освіти. Напрями наукових зацікавлень: трансплантація ембріофетоплацентарної тканини, стовбурових клітин при різних патологіях.
- Борисова З. О. — заслужений працівник охорони здоров'я України, кандидат медичних наук, доцент закладу вищої освіти.
- Радлінський С. В. — заслужений лікар України, доцент закладу вищої освіти. Спеціалізується на прямій естетичній реставрації зубів, автор біоміметичного принципу реставрації зубів.
- Рубаненко В. В. — заслужений лікар України, кандидат медичних наук, професор. Напрями наукових зацікавлень: проблеми функціональної патології зубощелепної системи і розробка способів раціонального протезування.
- Шиян Є. Г. — заслужений винахідник та раціоналізатор України, кандидат медичних наук, доцент закладу вищої освіти. Напрями наукових зацікавлень: ортопедична стоматологія.

## Відзнаки
Полтавський державний медичний університет — постійний учасник престижних міжнародних і національних виставок («Сучасні заклади освіти», «Освіта та кар'єра», «Інноватика в сучасній освіті»), на яких неодноразово нагороджувався Гран-прі, золотими, срібними та бронзовими медалями, дипломами («За підготовку висококваліфікованих фахівців», «За розробку і впровадження інноваційних технологій навчання», «За вагомий внесок у розвиток науки і освіти Полтавщини»); удостоєний почесних звань «Лідер вищої освіти України», «Лідер міжнародної діяльності», «Лідер наукової та науково-технічної діяльності», «Лідер післядипломної освіти».
Академія нагороджена двома срібними та бронзовою медалями міжнародних виставок навчальних закладів «Сучасна освіта в Україні — 2001, 2002, 2004».
У червні 2003 року академія взяла участь у рейтингу вищих закладів освіти України «Софія Київська».
За активну роботу з підвищення якості сучасної освіти Українська медична стоматологічна академія нагороджена Дипломом рейтингу вищих закладів освіти.
У номінації «Якість третього тисячоліття» академія нагороджена срібною стелою та дипломом Міжнародного Академічного Рейтингу популярності «Золота Фортуна».